# Korytków (województwo wielkopolskie)
Korytków – wieś w Polsce położona w województwie wielkopolskim, w powiecie tureckim, w gminie Turek.
W latach 1975–1998 miejscowość administracyjnie należała do województwa konińskiego.
Miejscowość położona jest przy wschodniej granicy Turku.